# Johann Zoffany

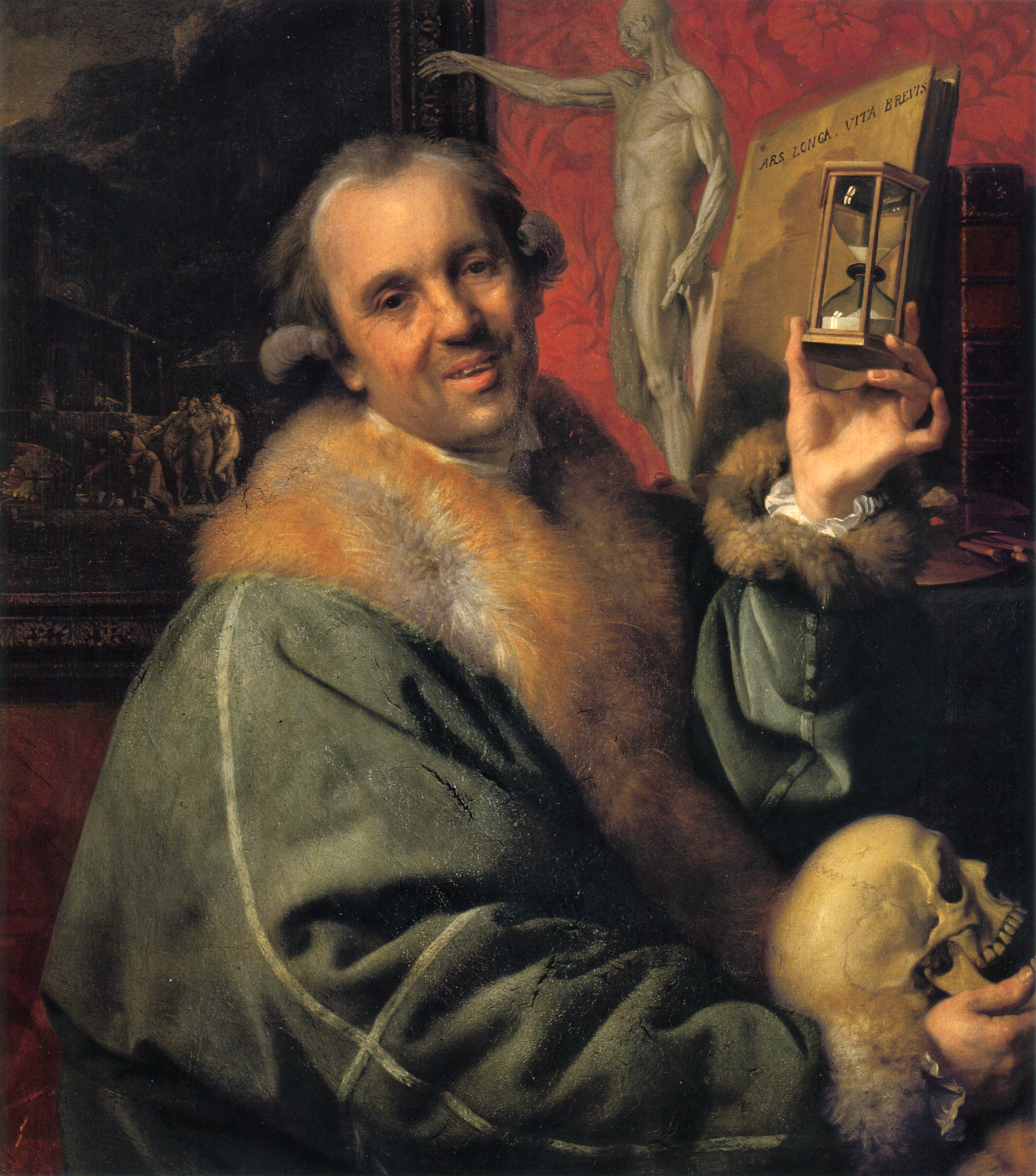
Autorretrato, c. 1776

Johann Zoffany, Zoffani or Zauffelij (13 de marzo de 1733-11 de noviembre de 1810) fue un pintor neoclásico alemán, que estuvo activo principalmente en Inglaterra aunque también viajó a Italia y a la India. Sus obras están expuestas en varias galerías nacionales inglesas como la National Gallery, Londres y la Tate Gallery. El Museo Thyssen-Bornemisza conserva dos buenos ejemplos de su obra Retrato de grupo con Sir Elijah y lady Impey, 1783 - 1784, correspondiente a su periodo en la India y el retrato Ann Brown en el papel de Miranda (?) 1770.

## Galería

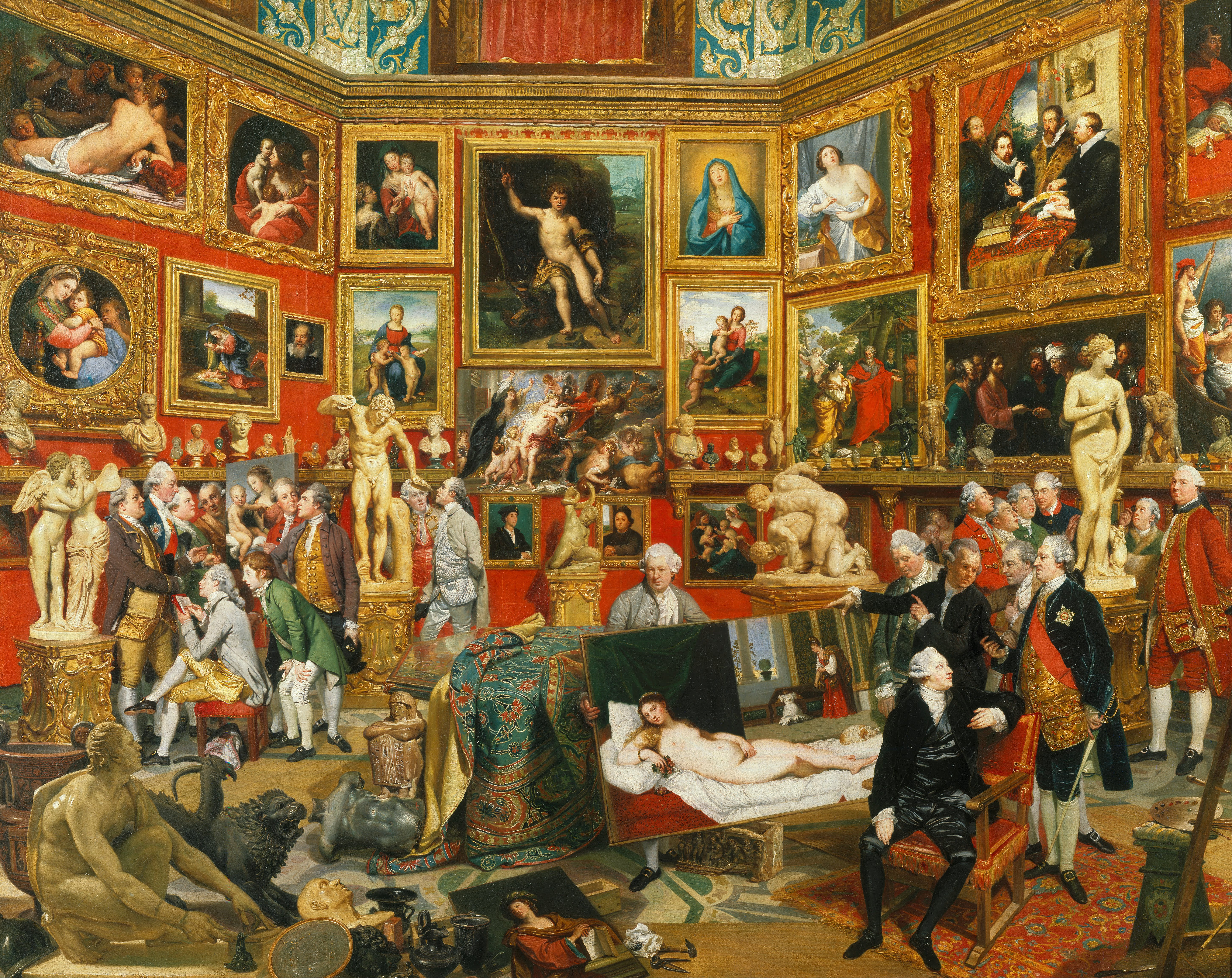
La Tribuna de los Uffizi, por Johan Zoffany, 1772-8, Royal Collection, Castillo de Windsor.
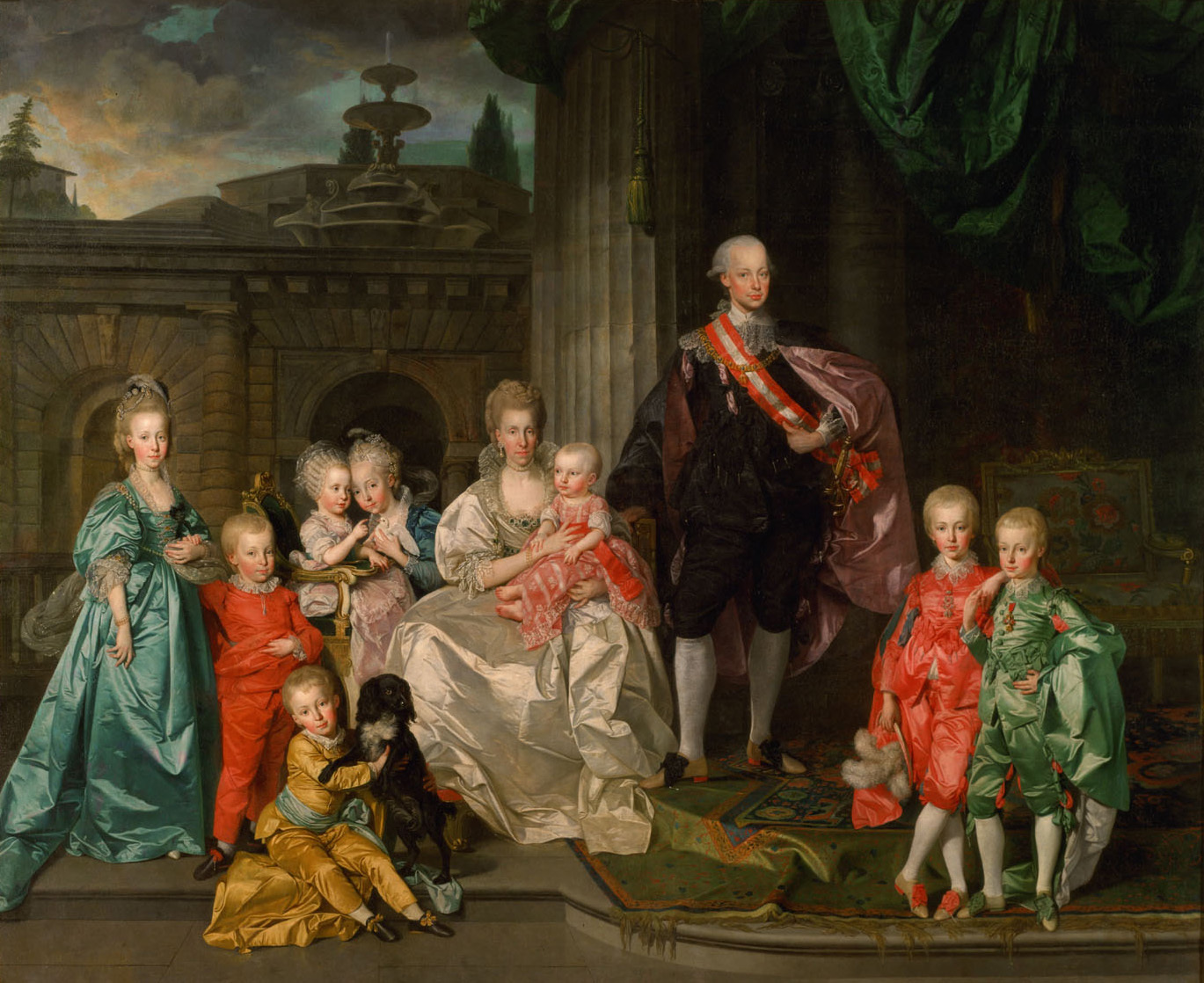
La familia del futuro emperador Leopoldo II, en 1776.
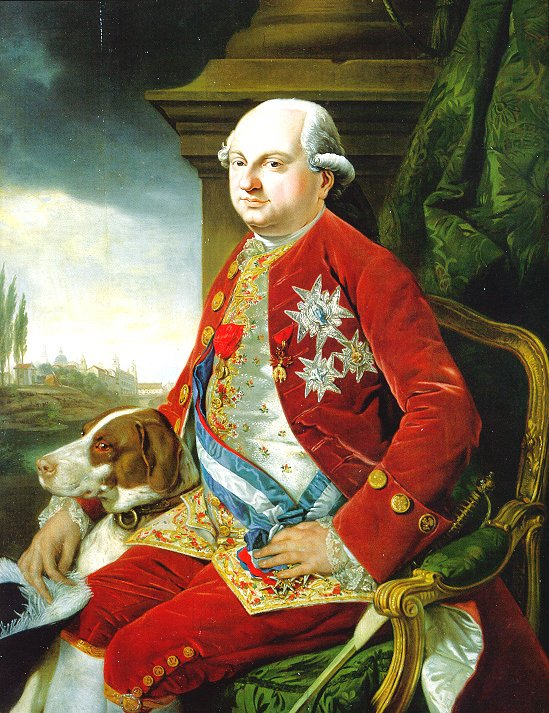
Retrato de Fernando I de Parma.
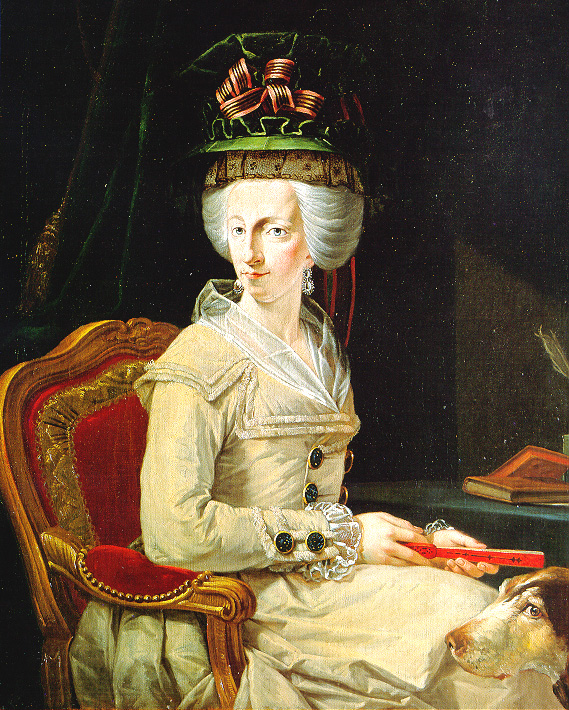
Maria Amalia of Austria, duquesa de Parma.
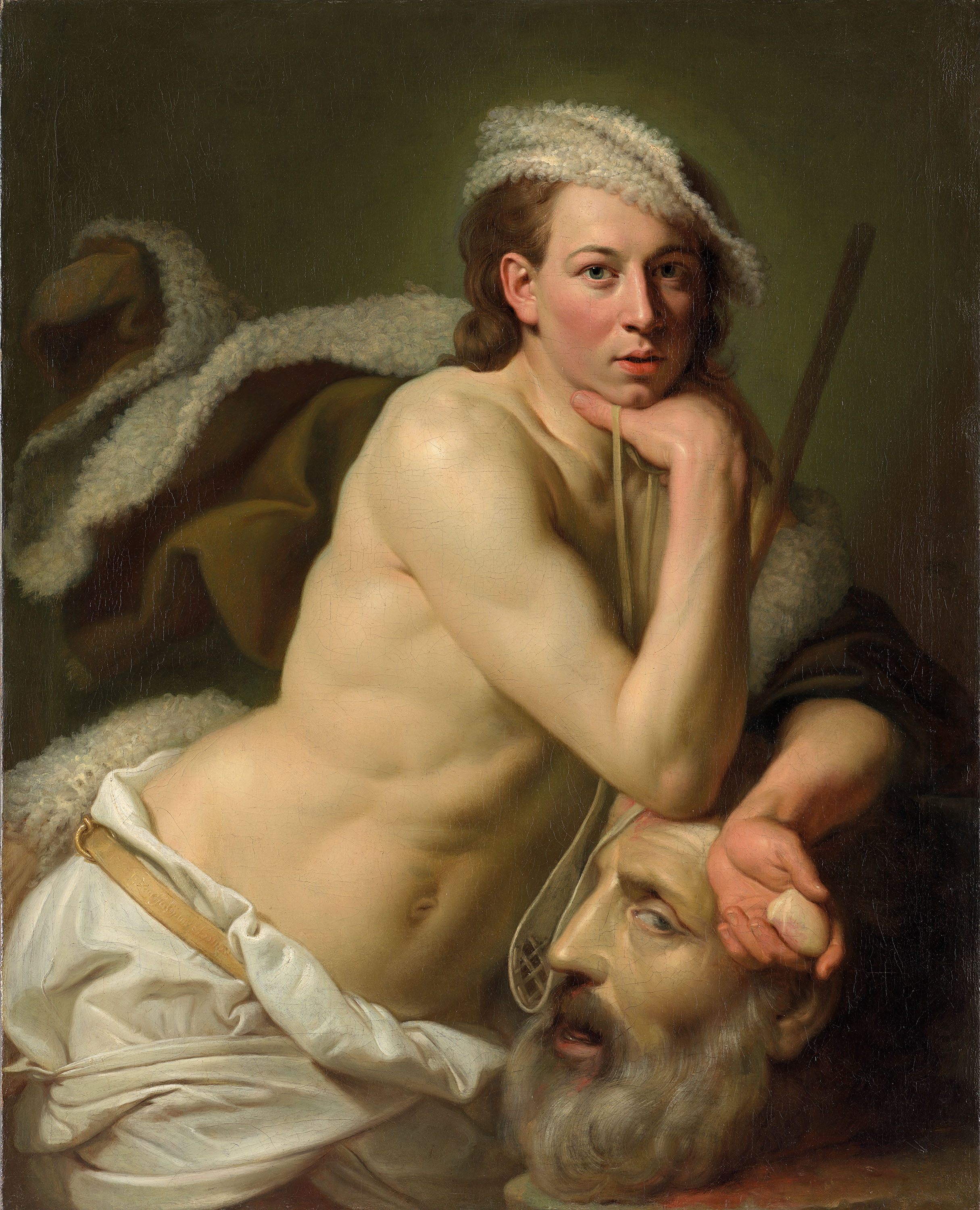
Autorretrato como David con la cabeza de Goliat, 1756
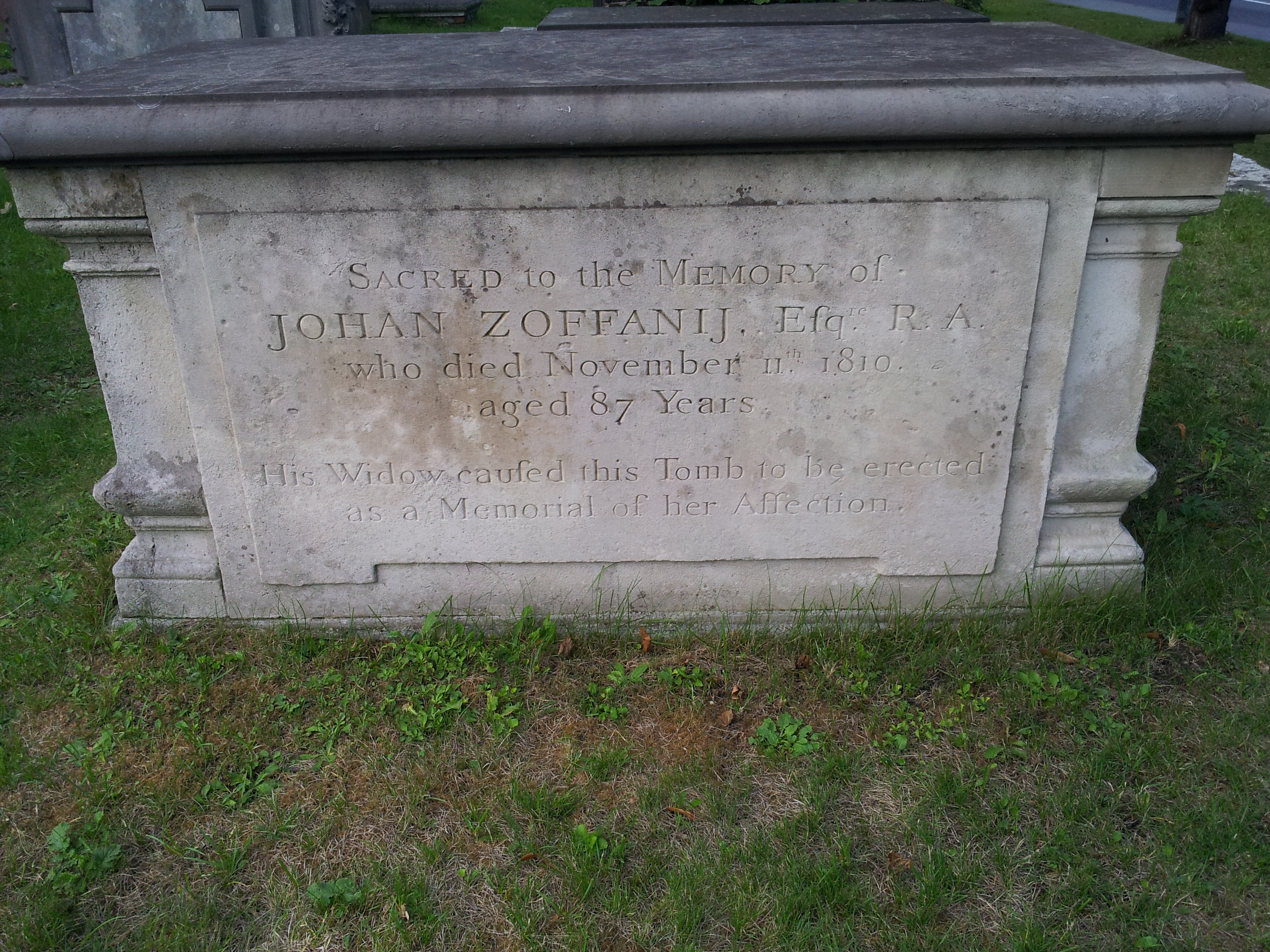
La tumba de Zoffany (su nombre es deletreado «Zoffanij») en el cementerio de la iglesia de Kew, Londres.
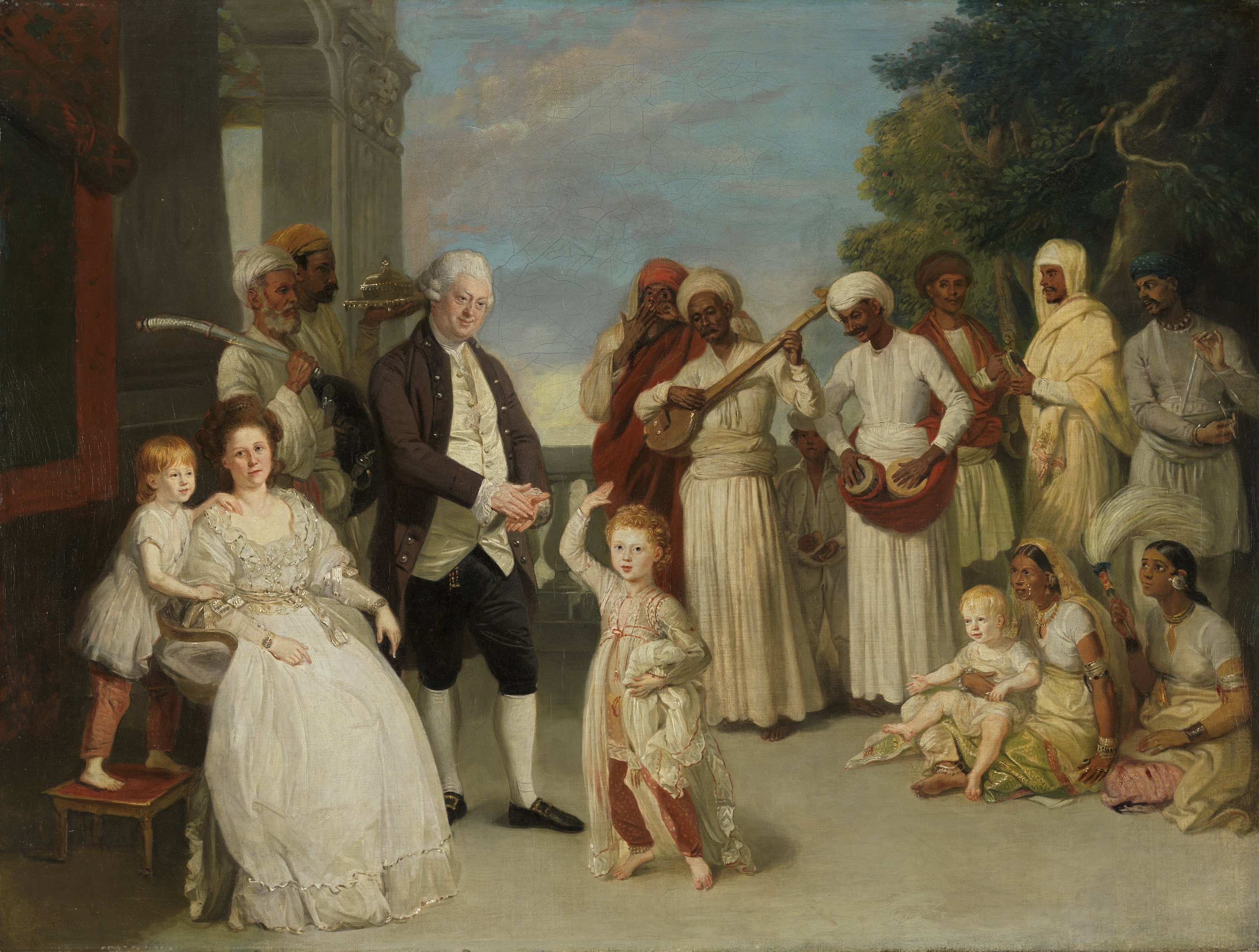
Retrato de grupo con Sir Elijah y lady Impey. Museo Thyssen-Bornemisza. Madrid.